# Volodino (Leningrad)
Volodino (en rus: Володино) és un poble de l'óblast de Leningrad, a Rússia, pertany al districte rural de Boksitogorski. El 2017 tenia un habitant.